# Valentin Metzinger
Valentin (Janez) Metzinger (* Saint-Avold, Lorraine, Francuska, 1699.  - † Ljubljana, Slovenija, 12. ožujka 1759.), je slovenski barokni slikar francuskog porijekla, koji je najveći dio svog života proveo u Ljubljani.
Najveći dio njegova slikarskog opusa danas se nalazi po Sloveniji, Hrvatskoj i Austriji.

## Životopis i djelo
O njegovoj mladosti se ne zna gotovo ništa, pretpostavlja se da se slikarstvu učio po Italiji (Rim, Bologna, Venecija ?).
Pouzdano se zna da se je 1727. godine naselio u Ljubljani, kako? i zašto se naselio u Sloveniji?, ne zna se, ali se zna da je prvo djelo napravio u Sloveniji 1729. godine. Naslikao je oko 300 (500?) slika, većinom su to djela religiozne tematike (od svjetovnih je ostalo; pet portreta, pet pejzaža i jedna mrtva priroda). Naročito je često radio za franjevce, tako je opremio brojne crkve i samostane po Sloveniji, Hrvatskoj (Kvarner, Istra i Gornja Hrvatska) i Austriji (Štajerska). Veliki naručitelji bili su mu i velikaške obitelji; Lamberg, Reigersfeld, Breckersfeld i Rasp. Imao je dobre odnose s tadašnjim ljubljanskim biskupom Ernestom Amadejom i župnikom iz Novoga Mesta Jurijem de Marottijem.
Metzingerova djela bila su vrlo neujednačene kvalitete, najvjerojatnije zato što je imao radionicu, pa je dobar dio njegova opusa bio rad njegovih suradnika. Mnogi njegovi radovi su rađeni na osnovu tipiziranih predložaka, tako da je pojedine slike napravio u nekoliko inačica.
U Sloveniji je najveći broj njegovih djela u; Brežicama, Novom Mestu, Kamniku, Ljubljani, Slovenskoj Bistrici i Nazarju. Od svih njegovih slovenskih radova, najpoznatiji je opus slika za ljubljansku crkvu sv. Petra i  biskupski dvor u Goričanu (Medvode), danas su te slike pohranjene u Narodnoj galeriji, Ljubljana. 

### Radovi u Hrvatskoj
- Oltarna slika sv. Ignacija, Crkva sv. Katarine u Zagrebu oko 1730. godine.
- Oltarna slika, crkva Blažene Djevice Marije u Taborskom
- Oltarne pale u franjevačkoj crkvi Marijina Uznesenja, Samobor oko 1730. godine.
- Oltarna slika Uznesenja bl. Djevice Marije 1735. godine za Franjevački samostan Jastrebarsko.
- Franjevački samostan na Trsatu, šest slika;  sv. Franjo Asiški, sv. Ante Padovanski, sv. Ladislav Kralj, sv. Bonaventura, sv. Paškval i sv. Ivan Kapistan.
- Zborna crkva Uznesenja Marijina u Rijeci, oltarne pale s prikazima sv. Ante opata i sv. Filipa Nerrija.
- 1757. godine, Oltarna slika s prikazima sv. Margerete, Jelene i Agneze na bočnom oltaru crkve sv. Margarete (iz 1668.g.) u Bakru.
- Oltarna slika u baroknoj crkvi sv. Antuna Padovanskoga u Čabru (Gorski kotar).
- Franjevački samostan Karlovac u svojoj zbirci ima tri njegove slike.[3]

## Vanjske poveznice
Spletna galerija: Valentin Metzinger[neaktivna poveznica]